# Kaldanija
Kaldanija är en ort i Kroatien.   Den ligger i länet Istrien, i den västra delen av landet, 190 km väster om huvudstaden Zagreb. Kaldanija ligger 122 meter över havet och antalet invånare är 126.
Terrängen runt Kaldanija är platt åt sydväst, men åt nordost är den kuperad. Terrängen runt Kaldanija sluttar västerut. Runt Kaldanija är det ganska tätbefolkat, med 124 invånare per kvadratkilometer. Närmaste större samhälle är Buje, 4,1 km sydost om Kaldanija. Omgivningarna runt Kaldanija är en mosaik av jordbruksmark och naturlig växtlighet.